# Match de football Belgique – France (1904)
Le match de football Belgique-France qui a lieu le 1er mai 1904 est la première rencontre disputée par les deux sélections nationales. La rencontre se joue au stade du Vivier d'Oie, à Uccle (Belgique), devant 1 500 personnes et s’achève sur le score de trois buts partout.

## Avant-match

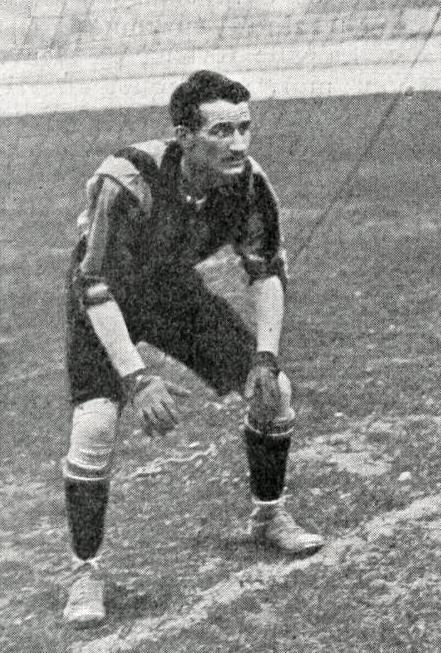
Henri Beau, gardien de but français lors de France-Corinthian FC, le 16 avril 1904 au Parc des Princes.

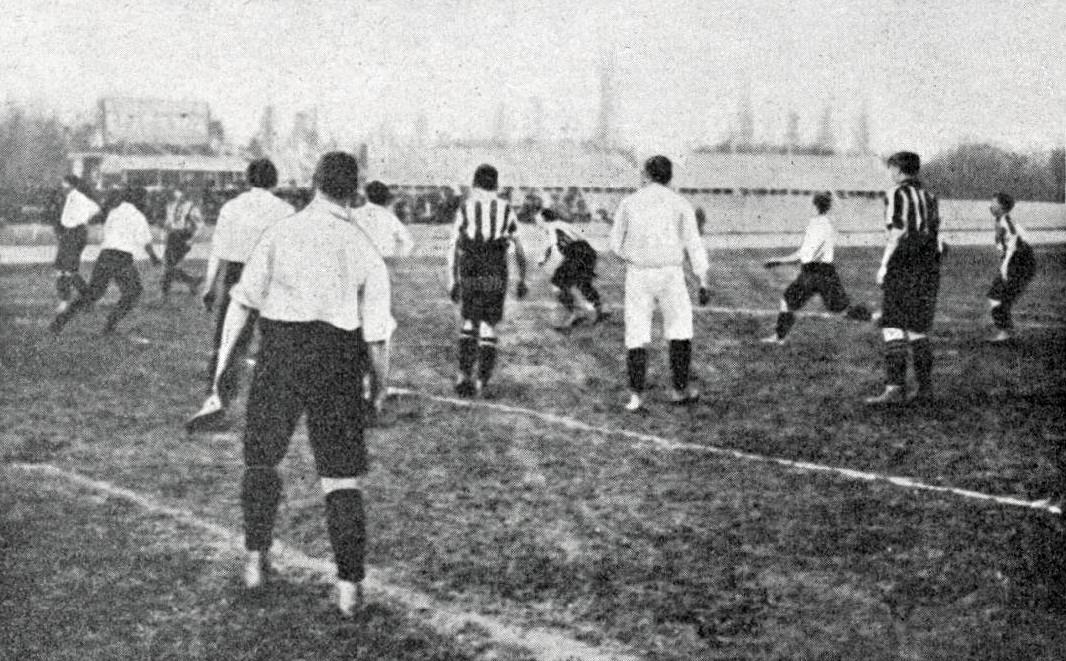
Southampton FC (professionnels, rayés) contre équipe de France (amateurs, blancs), 1-6 au Parc des Princes, le 13 mars 1904.

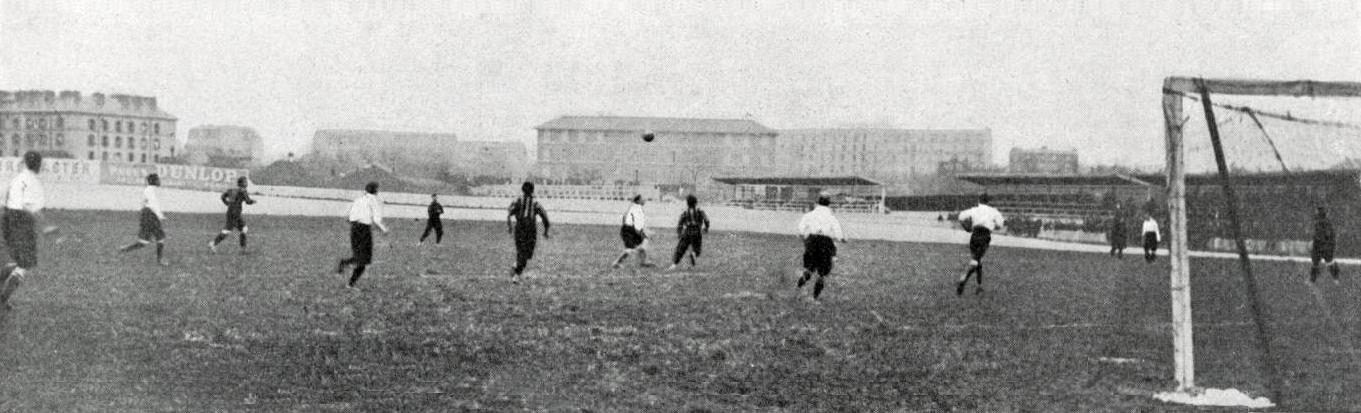
Corinthians FC (professionnels, blancs) contre équipe de France (amateurs, rayés), 4-11 au Parc des Princes, le 16 avril 1904.

Dans le cadre de l'amitié franco-belge, le mécène Évence Coppée décide d'organiser un match de football entre l'équipe de Belgique et l'équipe de France. Les français répondent favorablement à l'invitation et se préparent en conséquence. 
Le 13 mars 1904, au Parc des Princes « l'équipe de France amateur » rencontre le club professionnel anglais du Southampton FC devant 5 000 spectateurs. « L'équipe de France amateur » s'incline six buts à un. Le lendemain, dans le même stade, les Anglais affrontent « l'équipe de France professionnelle » qu'elle bat onze buts à zéro devant 890 spectateurs. « L'équipe de France » dispute un autre match le 16 avril 1904, toujours au Parc des Princes, contre le club anglais du Corinthian FC. Les Corinthians s'imposent onze buts à quatre. 
À Joinville-le-Pont, l'équipe prévue pour se rendre à Bruxelles affronte une sélection des joueurs étrangers évoluant dans les clubs parisiens. Mais seulement cinq joueurs appelés en équipe de France prennent part à ce match. « L'équipe de France » s'impose six buts à trois. 
L'USFSA donne rendez-vous à ses joueurs à la gare du Nord, le 30 avril à 22 heures. L'équipe de France doit se passer des services des Nordistes et du Havrais Charles Wilkes qui ne peuvent se déplacer. C'est donc une équipe à l'ossature parisienne qui se rend en Belgique, puisque le seul provincial est Adrien Filez de l'US Tourcoing, qui a directement rallié Bruxelles. La sélection est également privée de Georges Bayrou et de Pierre Allemane, que l'armée n'a pas voulu libérer. L'équipe de France s'étant rendue en Belgique avec douze joueurs, un tirage au sort est effectué avant le match entre Jacques Davy et Émile Fontaine pour savoir lequel des deux allait jouer. Davy est tiré au sort et Fontaine, le perdant, ne porte jamais le maillot de l'équipe de France par la suite.

## Le match

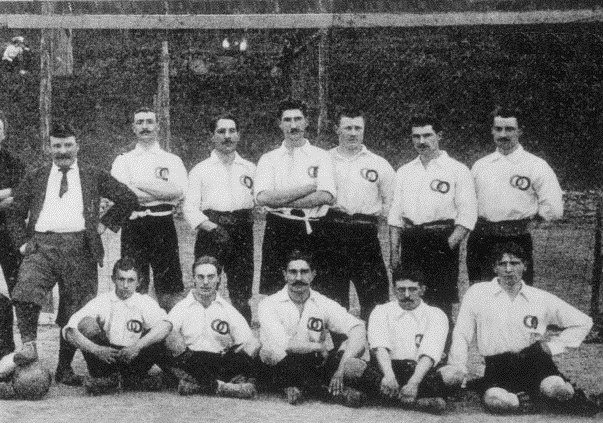
L'équipe de France de football, le 1 mai 1904 opposée pour la première fois à la Belgique (de gauche à droite, debout : Guichard, Canelle, Davy, Verlet, Bilot G., Bilot C.; accroupis: Mesnier, Royet, Garnier, Cyprès, Filez).

Le dimanche 1er mai 1904, au stade du Vivier d'Oie à Uccle à la périphérie Sud-Ouest de Bruxelles, l'arbitre anglais M. John Keene donne à 16h45 le coup d'envoi du premier match de football opposant les sélections de Belgique et de France. La France joue un 2-3-5 classique : deux arrières, les demis d'aile (Georges et surtout Charles Bilot) sont défensifs et marquent les ailiers adverses, Davy est demi-centre. Enfin il y a les cinq avants. Les extérieurs (pas encore appelés ailiers) Mesnier et Filez débordent, les intérieurs sont Royet (qui est relayeur) et Cyprès et le centre, Garnier, puissant, qui distribue aussi le jeu. L'équipe de France joue avec un maillot blanc cerclé des deux anneaux de l'USFSA, tandis que les Belges jouent en rouge.
La France gagne le toss et choisit de jouer avec le soleil et le vent dans le dos. À la septième minute, le Belge Quéritet ouvre le score. Cinq minutes plus tard, Louis Mesnier dit « Didi » égalise. Une minute plus tard Royet donne l'avantage à l'équipe de France, qui mène deux buts à un à la mi-temps. Au retour des vestiaires, les Belges avec le vent et le soleil dans le dos marquent deux fois en l'espace d'un quart d'heure par Quéritet, encore à la 50e minute, et Destrebecq, à la 65e minute. La France rétablit la parité à trois minutes de la fin grâce à un but de Cyprès. Ce dernier marque d'une reprise de volée, après un coup franc de Verlet relayé de la tête par Garnier. Comme il n'a pas été prévu de prolongation, les équipes se partagent le trophée Evence-Coppée.
Encore assez peu diffusé sur le continent, le football vient d'écrire une page importante de son histoire. Pour la première fois, un match inter-nations s'est déroulé entre les représentations de deux pays d'Europe continentale. Jusque-là, il n'y avait eu que des matchs opposant les sélections britanniques et des matchs inter-nations entre l'Uruguay et l'Argentine depuis 1901 en Amérique du Sud.
Après ce match historique, les équipes se retrouvent pour des banquets, d'abord au Regina puis aux Caves de Maastricht.
Cette rencontre amicale est surtout l'occasion pour plusieurs dirigeants-pionniers de se rencontrer et de parfaire de vive voix de nombreux échanges jusqu'alors épistolaires. Principalement le Français Guérin et le Belge Mullinghaus avancent dans leur projet : créer une Fédération mondiale. Quelques semaines après le match du Vivier d'Oie, se tient, à Paris, une réunion qui restera comme le Congrès inaugural de la FIFA.

## Feuille de match
| Titulaires : |                                                 |
|              |                                                 |
|              | Alfred Verdyck (Royal Antwerp FC)               |
|              | Albert Friling (Beerschot AC)                   |
|              | Edgard Poelmans (Union Saint-Gilloise)          |
|              | Guillaume Van Den Eynde (Union Saint-Gilloise)  |
|              | Charles Cambier (KV Brugge)                     |
|              | Camille Van Hoorden (Racing Club Bruxelles)     |
|              | Maurice Tobias (Union Saint-Gilloise)           |
|              | Alexandre Wigand (Union Saint-Gilloise)         |
|              | Georges Queritet (Racing Club Bruxelles)        |
|              | Pierre-Joseph Destrebecq (Union Saint-Gilloise) |
|              | Charles Vanderstappen (Union Saint-Gilloise)    |
|              |                                                 |

| Titulaires : |                                  |
|              |                                  |
|              | Maurice Guichard (US parisienne) |
|              | Fernand Canelle (Club français)  |
|              | Joseph Verlet (FC Paris)         |
|              | Georges Bilot (FC Paris)         |
|              | Jacques Davy (US parisienne)     |
|              | Charles Bilot (FC Paris)         |
|              | Louis Mesnier (FC Paris)         |
|              | Marius Royet (US parisienne)     |
|              | Georges Garnier (Club français)  |
|              | Gaston Cyprès (FC Paris)         |
|              | Adrien Filez (US tourquennoise)  |
|              | Réserve : Émile Fontaine.        |
|              |                                  |

| Titulaires : |                                                 |
|              |                                                 |
|              | Alfred Verdyck (Royal Antwerp FC)               |
|              | Albert Friling (Beerschot AC)                   |
|              | Edgard Poelmans (Union Saint-Gilloise)          |
|              | Guillaume Van Den Eynde (Union Saint-Gilloise)  |
|              | Charles Cambier (KV Brugge)                     |
|              | Camille Van Hoorden (Racing Club Bruxelles)     |
|              | Maurice Tobias (Union Saint-Gilloise)           |
|              | Alexandre Wigand (Union Saint-Gilloise)         |
|              | Georges Queritet (Racing Club Bruxelles)        |
|              | Pierre-Joseph Destrebecq (Union Saint-Gilloise) |
|              | Charles Vanderstappen (Union Saint-Gilloise)    |
|              |                                                 |

| Titulaires : |                                  |
|              |                                  |
|              | Maurice Guichard (US parisienne) |
|              | Fernand Canelle (Club français)  |
|              | Joseph Verlet (FC Paris)         |
|              | Georges Bilot (FC Paris)         |
|              | Jacques Davy (US parisienne)     |
|              | Charles Bilot (FC Paris)         |
|              | Louis Mesnier (FC Paris)         |
|              | Marius Royet (US parisienne)     |
|              | Georges Garnier (Club français)  |
|              | Gaston Cyprès (FC Paris)         |
|              | Adrien Filez (US tourquennoise)  |
|              | Réserve : Émile Fontaine.        |
|              |                                  |

Côté français, Georges Bilot (FC Paris) et Jacques Davy (US parisienne) connaissent ce jour-là leur 1re et dernière sélection.

## Maillots des deux équipes
L'équipe de France joue avec un maillot blanc cerclé des deux anneaux de l'USFSA. 
| Belgique | France |

## Match de gala en marge de la création de la FIFA
Le 25 mai 1904, la France joue un match de gala contre l'Union saint-gilloise, champion de Belgique.
L'article paru dans le journal Le Sportman du 27 mai 1904 donne les commentaires suivants : « (...) C'est aujourd'hui lundi, le grand jour, les Français sont très confiants, l'équipe de l'Union saint-gilloise, ne leur ayant pas fait une grande impression ; ils croient carrément à la victoire des leurs ; ils devront pourtant déchanter lorsqu'ils verront les Petits Diables jaunes et bleus donner à fond (...) »
Étaient présents au match les délégués du Congrès international de la Football Association : MM. Gérin et Espir (France), M. Hirschman (Pays-Bas), M. Schneider (Suisse), MM. Mullinghaus et Khan (Belgique) (…)
« (...) L'équipe française attaque ferme à présent, la fatigue se fait sentir chez les Jaunes et Bleus, Grumeau quitte le jeu quelques instants, la semelle de sa bottine gauche étant totalement enlevée. Plusieurs corners sont accordés à la France, mais rien ne se passe. L'équipe de l'Union saint-gilloise fait preuve d'un courage et d'une audace admirable. Quelques attaques de l'Union et la fin est sifflée au milieu de l'émotion générale. ». L'Union saint-gilloise s'impose sur le score final de trois buts à un.

## Épilogue
Un an plus tard, le 7 mai 1905, l'équipe de France retrouve son homologue belge pour une nouvelle rencontre, toujours au stade du Vivier d'Oie. Les Belges s'imposent sept buts à zéro avant de venir gagner cinq buts à zéro, le 22 avril 1906, au stade de la Faisanderie à Saint-Cloud. La France gagne son premier match contre la Belgique le 21 avril 1907, en s'imposant deux buts à un au stade du Vivier d'Oie.

## Médias
Pendant plus d'un demi-siècle, Nicolaï et Grenne sont crédités d'une sélection pour ce match. Ils figurent ainsi dans les compositions d'équipes publiées chaque année par la FFF dans son annuaire. De plus, l'équipe annoncée ne compte que dix joueurs. 
En 1956, à l'occasion d'une entrevue avec Adrien Filez, alors dernier survivant de cette première équipe de France, Gabriel Hanot révèle la véritable composition de l'équipe dans France Football. C'est celle qui est admise aujourd'hui par les statisticiens et historiens.